# 神奈川文化賞・スポーツ賞
神奈川文化賞・スポーツ賞（かながわぶんかしょう・スポーツしょう）は、毎年神奈川県と神奈川新聞社の共催で開催される文化・スポーツの賞。1952年に創設。
文化賞は同県の文芸、美術工芸、書、舞台芸術など、芸術文化の向上発展に顕著な功績のあった者に贈呈され、スポーツ賞は同県の全国・国際規模スポーツ大会で優秀な選手・団体にその功績を顕彰している。また、第50回からは、今後の活躍が期待される若い世代を対象とした「神奈川文化賞未来賞」を贈呈している。
贈呈式は、毎年文化の日（11月3日）に神奈川県立音楽堂で挙行。